# Ivor Grattan-Guinness
Ivor Grattan-Guinness (Bakewell, Reino Unido, 23 de junio de 1941 − 12 de diciembre de 2014) fue un historiador de las matemáticas y de la lógica.

## Biografía
Se graduó en matemáticas en el Wadham College de la Universidad de Oxford y obtuvo su maestría en lógica matemática y filosofía de la ciencia en la London School of Economics en 1966. Recibió su doctorado en 1969 y el higher doctorado (D.Sc.) en 1978 en historia de la ciencia en la Universidad de Londres. Fue profesor emérito de historia de las matemáticas y de la lógica en la Universidad de Middlesex y profesor visitante en la London School of Economics.
Obtuvo la Medalla Kenneth O. May por parte de la Comisión Internacional de la Historia de las Matemáticas, ICHM, el 31 de julio de 2009 en Budapest dentro del XXIII congreso Internacional de Historia de la Ciencia.
Pasó gran parte de su carrera en la Universidad de Middlesex pero ha estado vinculado al Institute for Advanced Study de Princeton y era miembro de la Academie Internationale d'Histoire des Sciences.